# Aphelandra espirito-santensis
Aphelandra espirito-santensis là một loài thực vật có hoa trong họ Ô rô. Loài này được Profice & Wassh. mô tả khoa học đầu tiên năm 1993.